# Le Mesnil-au-Grain
Le Mesnil-au-Grain (Ausspracheⓘ) ist eine französische Gemeinde mit 74 Einwohnern (Stand: 1. Januar 2022) im Département Calvados in der Region Normandie. Sie gehört zum Arrondissement Vire und zum Kanton Les Monts d’Aunay.

## Geografie
Le Mesnil-au-Grain liegt etwa 25 Kilometer südwestlich von Caen. Umgeben wird die Gemeinde von Épinay-sur-Odon im Nordwesten und Norden, Banneville-sur-Ajon im Nordosten und Osten, Saint-Agnan-le-Malherbe im Südosten, Les Monts d’Aunay im Süden und Südwesten sowie Longvillers in westlicher Richtung.

## Bevölkerungsentwicklung
| Jahr                             | 1793 | 1836 | 1876 | 1926 | 1946 | 1968 | 1990 | 2016 |
| Einwohner                        | 226  | 216  | 162  | 79   | 77   | 40   | 50   | 75   |
| Quelle: Cassini, EHESS und INSEE |      |      |      |      |      |      |      |      |

## Sehenswürdigkeiten

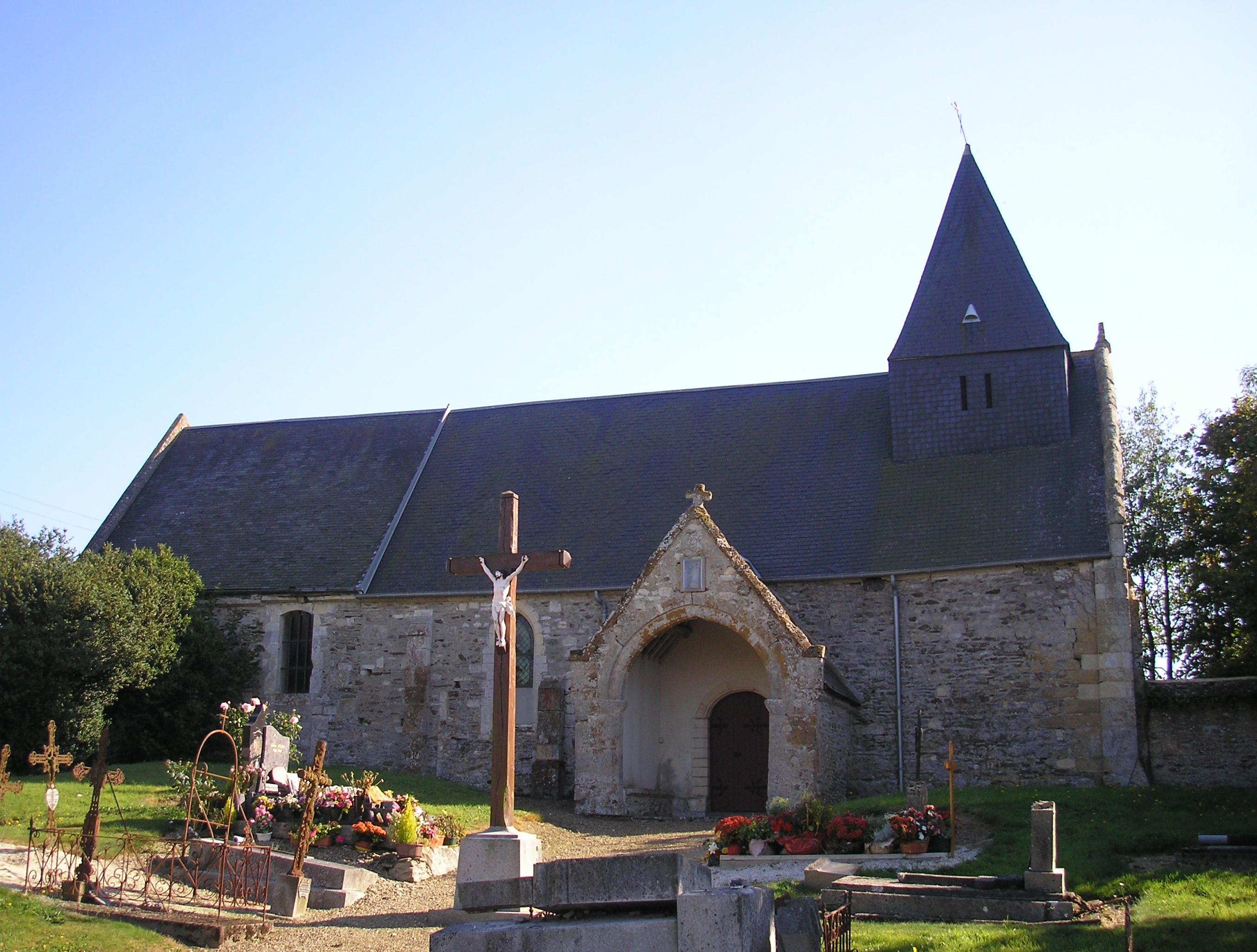
Kirche Saint-Ouen

- Kirche Saint-Ouen aus dem 16. Jahrhundert